# Jacquemontia sphaerostigma
Jacquemontia sphaerostigma är en vindeväxtart som först beskrevs av Cavanilles, och fick sitt nu gällande namn av Henry Hurd Rusby. Jacquemontia sphaerostigma ingår i släktet Jacquemontia och familjen vindeväxter. Inga underarter finns listade i Catalogue of Life.